# إيليا توبوريا
إيليا توبوريا (بالجورجية: ილია თოფურია؛ ولد في 21 يناير 1997) هو فنان قتال مختلط محترف من جورجي وإسباني. يُنافس حاليًا في فئة الوزن الخفيف في يو إف سي، حيث يعد بطل يو إف سي للوزن الخفيف الحالي. منذ عام 2015، أصبح توبوريا محترفًا، وهو بطل يو إف سي لوزن الريشة السابق، ليصبح أول مقاتل جورجي يفوز بلقب بطولة في يو إف سي. اعتبارًا من 1 يوليو 2025، أصبح في المركز الأول في تصنيفات يو إف سي لأفضل المقاتلين في جميع الأوزان.

## الخلفية
ولد توبوريا في هاله ستفاليا بألمانيا لأبوين جورجيين كانا لاجئين من أبخازيا.
في سن السابعة، انتقل توبوريا إلى جورجيا مع عائلته وبدأ ممارسة المصارعة اليونانية الرومانية في مدرسة محلية. في سن الخامسة عشر، انتقل مرة أخرى للعيش في لقنت في إسبانيا، حيث بدأ ممارسة فنون الدفاع عن النفس في نادي كليمنت. في عام 2015، ظهر لأول مرة كمحترف في المسابقات المحلية. لدى توبوريا شقيق أكبر، ألكسندر، وهو أيضًا مُقاتل فنون قتالية مختلطة محترف موقّع مع يو إف سي.

## مسيرته في فنون القتال المختلطة

### مسيرته المبكرة
بدأ توبوريا مسيرته بأربعة انتصارات متتالية بالإخضاع على الساحة الإقليمية الإسبانية وفاز بحزام في منظمة أحداث القتال المختلطة. في عام 2018، نافس في أول قتال دولي له في قفص إم إم إيه فنلندا. في نفس العام، في مايو، أصبح أول حزام أسود جورجي في الجيو جيتسو البرازيلية إلى جانب شقيقه أليكس توبوريا. بعد أشهر حصل على فرصة القتال على لقب بطولة قفص المحاربين لوزن الديك في لوتو أرينا في أنتويرب، بلجيكا. فشل إيليا في تحقيق الوزن المتفق عليه، لذا على الرغم من فوزه بالقتال بسرعة، إلا أنه لم يحصل على الحزام.
في عام 2019، وقع مع اتحاد القتال الشجاع. ظهر إيليا لأول مرة في بوغوتا، كولومبيا، حيث هزم لويس جوميز في الجولة الأولى بالإخضاع؛ مما أكسبه مكافأة أفضل أداء في الليلة. في 15 نوفمبر 2019، في البحرين، فاز بنزاله الثاني في اتحاد القتال الشجاع بهزيمة ستيفن جونكالفيس بالضربة القاضية في الجولة الأولى.

### يو إف سي
خاض توبوريا، عن سيونغ وو تشوي، نزالًا في إشعار قصير ضد يوسف زلال في 11 أكتوبر 2020 في حدث يو إف سي ليلة القتال: مورايس ضد ساندهاغن. فاز توبوريا بالقتال بقرار القضاة بالإجماع.
واجه توبوريا ديمون جاكسون في 5 ديسمبر 2020، في حدث إس بي إن: هيرمانسون ضد فيتوري. فاز في القتال بالضربة القاضية في الجولة الأولى.
واجه توبوريا رايان هول في 10 يوليو 2021، في حدث يو إف سي 264. وفاز بالقتال بالضربة القاضية في الجولة الأولى.
كان من المقرر أن يواجه توبوريا موفسار إيفلوف في 22 يناير 2022، في حدث يو إف سي 270. ومع ذلك، انسحب إيفلوف من النزال لأسباب غير معلنة وتم استبداله بتشارلز جوردان. ومع ذلك، تم سحب توبوريا من البطاقة بسبب مشكلة طبية تتعلق بإنقاص الوزن وتم إلغاء النزال.
واجه توبوريا جاي هربرت، ليحل محل مايك ديفيس، في 19 مارس 2022، في حدث يو إف سي ليلة القتال 204. تعرض توبوريا لضربة ركلة للرأس أسقطته في الجولة الأولى، لكنه تعافى وفاز بالقتال بالضربة القاضية في الجولة الثانية. ولهذا الفوز، حصل على مكافأة أداء الليلة.
كان من المقرر أن يواجه توبوريا إدسون باربوزا في 29 أكتوبر 2022، في حدث يو إف سي ليلة القتال 213. ومع ذلك، انسحب باربوزا في أواخر سبتمبر بسبب إصابة في الركبة وتم إلغاء النزال.
واجه توبوريا برايس ميتشل في 10 ديسمبر 2022، في حدث يو إف سي 282. وفاز بالقتال عن طريق الإخضاع في الجولة الثانية. وقد نال عن هذا الفوز مكافأة أداء الليلة.
كان من المقرر في البداية أن يواجه توبوريا جوش إيميت في 17 يونيو 2023، في حدث يو إف سي على إي إس بي إن 47. ومع ذلك، أعلنت المنظمة لاحقًا أن النزال قد تم نقلها إلى حدث يو إف سي على إيه بي سي: إيميت ضد توبوريا في 24 يونيو 2023. فاز في النزال بقرار القضاة بالإجماع. نال عن هذا النزال مكافأة قتال الليلة.

#### بطل يو إف سي لوزن الريشة
في أكتوبر 2023، كان من المقرر أن يواجه توبوريا ألكسندر فولكانوفسكي في 20 يناير 2024، على لقب بطولة يو إف سي لوزن الريشة في حدث يو إف سي 297. ومع ذلك، في غضون عشرة أيام من كبديل لتشارلز أوليفيرا المصاب، واجه فولكانوفسكي إسلام ماخاشيف على لقب بطولة يو إف سي للوزن الخفيف في يو إف سي 294. في 21 أكتوبر 2023 وخسر في الجولة الأولى. نتيجة لذلك، تم تأجيل نزال توبوريا ضد فولكانوفسكي لمدة شهر واحد لتتصدر حدث يو إف سي 298 في 17 فبراير 2024. وفاز توبوريا بلقب بطولة وزن الريشة بالضربة القاضية في الجولة الثانية، منهيًا عهد فولكانوفسكي الذي دام أربع سنوات كبطل. أكسبه هذا النزال مكافأة أداء الليلة.
دافع توبوريا عن لقب بطولة يو إف سي لوزن الريشة ضد البطل السابق ماكس هولواي في 26 أكتوبر 2024 في حدث يو إف سي 308. فاز بالقتال عن طريق الضربة القاضية في الجولة الثالثة، مما أدى إلى أول خسارة بالضربة القاضية في مسيرة هولواي. أكسبه هذا النزال مكافأة أداء الليلة أخرى.

#### إخلاء اللقب
على الرغم من الشائعات حول حول نزال العودة بين توبوريا وفولكانوفسكي، في 19 فبراير 2025، أُعلن أن توبوريا سيتخلى عن لقب بطولة وزن الريشة بمجرد بدء الحدث الرئيسي لبطولة وزن الريشة في يو إف سي 314. وقد أوضح رئيس يو إف سي دانا وايت الخطوة غير المتوقعة التي اتخذها توبوريا، مشيرًا إلى صعوبات قص الوزن، وعدم الاهتمام بمنافسات الفئة، والرغبة في الانتقال إلى الوزن خفيف بشكل دائم.

#### بطل يو إف سي للوزن الخفيف
واجه توبوريا بطل الوزن الخفيف السابق في يو إف سي تشارلز أوليفيرا على لقب بطولة يو إف سي للوزن الخفيف الشاغر في 28 يونيو 2025 في يو إف سي 317. هزم أوليفيرا بالضربة القاضية في الدقيقة 2:27 من الجولة الأولى ليفوز باللقب، ويصبح بذلك عاشر مقاتل يفوز بلقبين تاريخ يو إف سي. وقد حصل على مكافأة أخرى لأفضل أداء في الليلة عن هذا النزال.

## حياته الشخصية

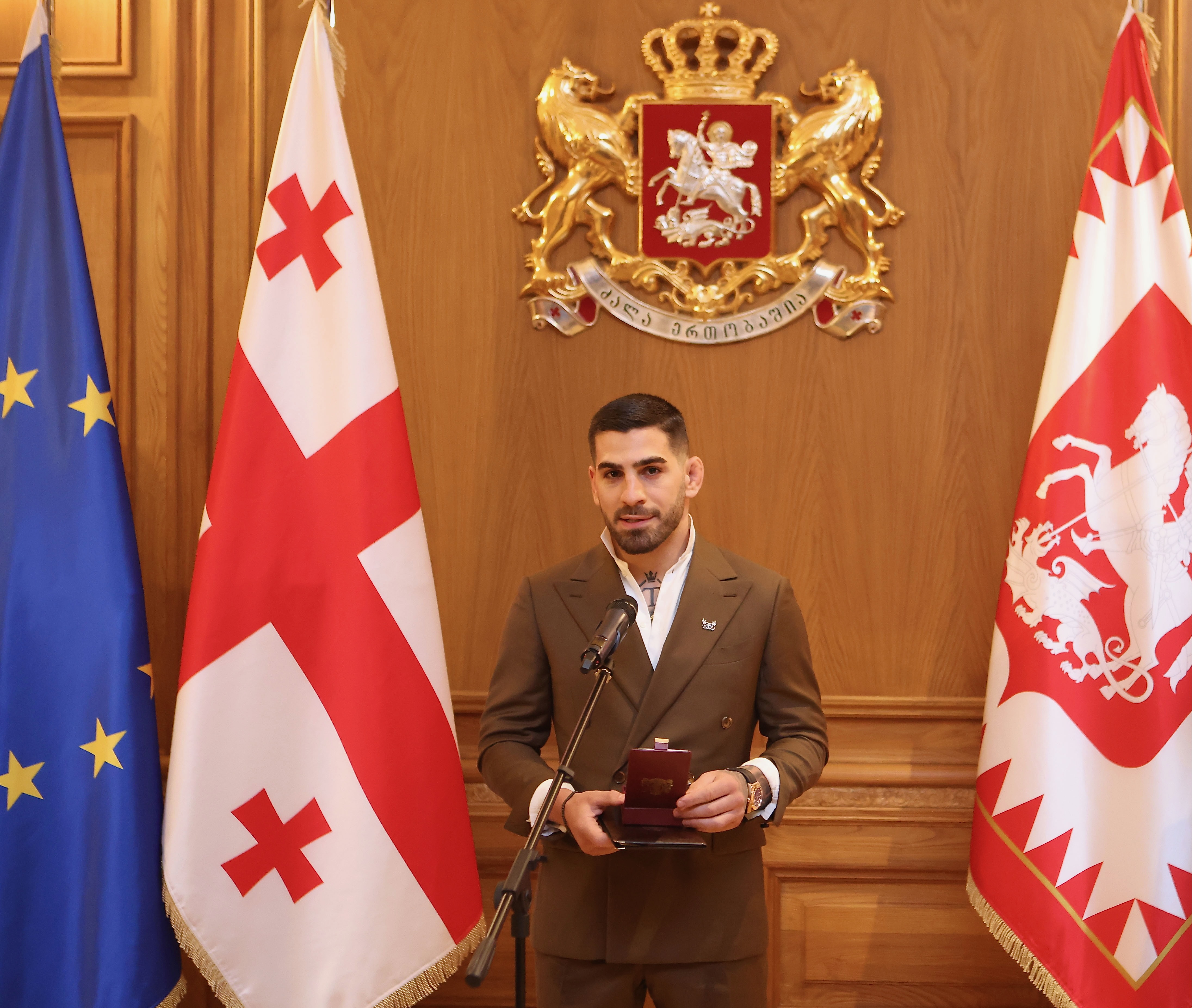
توبوريا يتسلم وسام الشرف من رئيسة جورجيا في قصر أوربيلياني

يتحدث توبوريا اللغة الجورجية بطلاقة ويتحدث أيضًا قليلاً من اللغة المرغلانية. توبوريا وشريكته لديهما ولد (مواليد 2019) وابنة (مواليد 2024).
ظهر مقطع فيديو في 4 يناير 2023، أظهر رجلاً يدفع توبوريا عدة مرات، وهو أمر غير مبرر، في حانة في إسبانيا، وانتقم توبوريا ببعض اللكمات قبل يتم فك الشجار.
وفي 5 مارس 2024، حصل توبوريا على الجنسية الإسبانية بعد إعلان ذلك في مجلس الوزراء في مؤتمر صحفي.
في 21 مارس 2024، تم منح توبوريا وسام الشرف من قبل رئيسة جورجيا في قصر أوربيلياني، تبليسي، جورجيا. في ذلك اليوم، أعلن رئيس الوزراء الجورجي إيراكلي كوباخيدزه أن الحكومة ستضمن احتفاظ إيليا بجنسيته الجورجية، مما يجعله مواطنًا مزدوجًا لجورجيا وإسبانيا.

## البطولات والإنجازات

### فنون القتال المختلطة
يو إف سي
- بطولة يو إف سي للوزن الخفيف (مرة واحدة، الحالي)
  - أول بطل من لفئتين بسجل خالٍ من الهزائم[75]
- بطولة يو إف سي لوزن الريشة (السابق)
  - دفاع ناجح عن اللقب
  - أول بطل جورجي–إسباني في تاريخ يو إف سي
- أداء الليلة (خمس مرات) ضد جاي هربرت، برايس ميتشل، ألكسندر فولكانوفسكي، ماكس هولواي، وتشارلز أوليفيرا[55][58][65][76][77]
- قتال الليلة (مرة واحدة) ضد جوش إيميت[50]
- أحداث القتال المختلط
  - بطولة إم إف إيه لوزن الريشة (مرة واحدة)
- إم إم إيه جونكي
  - إخضاع الشهر لشهر ديسمبر 2022 ضد برايس ميتشل[78]

## سجل فنون القتال المختلطة
| السجل المهني |        |         |
| 17 نزال      | 17 فوز | 0 خسارة |
| ضربة قاضية   | 7      | 0       |
| إخضاع        | 8      | 0       |
| قرار القضاة  | 2      | 0       |

| النتيجة | السجل | الخصم                    | الطريقة                      | الحدث                                    | التاريخ        | الجولة | الوقت | المكان                                | الملاحظات                                                                                                   |
| ------- | ----- | ------------------------ | ---------------------------- | ---------------------------------------- | -------------- | ------ | ----- | ------------------------------------- | --- |
| فاز     | 17–0  | تشارلز أوليفيرا          | ضربة قاضية (باللكمات)        | يو إف سي 317                             | 28 يونيو 2025  | 1      | 2:27  | لاس فيغاس، نيفادا، الولايات المتحدة   | العودة إلى الوزن الخفيف. فاز بلقب بطولة يو إف سي للوزن الخفيف الشاغر. أداء الليلة.                          |
| فاز     | 16–0  | ماكس هولواي              | ضربة قاضية (باللكمات)        | يو إف سي 308                             | 26 أكتوبر 2024 | 3      | 1:34  | أبو ظبي، الإمارات العربية المتحدة     | دافع عن لقب بطولة يو إف سي لوزن الريشة. أداء الليلة.                                                        |
| فاز     | 15–0  | ألكسندر فولكانوفسكي      | ضربة قاضية (بلكمة)           | يو إف سي 298                             | 17 فبراير 2024 | 2      | 3:32  | آناهايم، كاليفورنيا، الولايات المتحدة | فاز بلقب بطولة يو إف سي لوزن الريشة. أداء الليلة.                                                           |
| فاز     | 14–0  | جوش إيميت                | قرار القضاة (بالإجماع)       | يو إف سي على إيه بي سي: إيميت ضد توبوريا | 24 يونيو 2023  | 5      | 5:00  | جاكسونفيل، فلوريدا، الولايات المتحدة  | قتال الليلة.                                                                                                |
| فاز     | 13–0  | برايس ميتشل              | إخضاع (خنق مثلث الذراع)      | يو إف سي 282                             | 10 ديسمبر 2022 | 2      | 3:10  | لاس فيغاس، نيفادا، الولايات المتحدة   | العودة إلى وزن الريشة. أداء الليلة.                                                                         |
| فاز     | 12–0  | جاي هربرت                | ضربة قاضية (باللكمات)        | يو إف سي ليلة القتال: فولكوف ضد أسبينال  | 19 مارس 2022   | 2      | 1:07  | لندن، إنجلترا                         | الظهور الأول في الوزن الخفيف. أداء الليلة.                                                                  |
| فاز     | 11–0  | ريان هال                 | ضربة قاضية (باللكمات)        | يو إف سي 264                             | 10 يوليو 2021  | 1      | 4:47  | لاس فيغاس، نيفادا، الولايات المتحدة   | |
| فاز     | 10–0  | ديمون جاكسون             | ضربة قاضية (بلكمة)           | إس بي إن: هيرمانسون ضد فيتوري            | 5 ديسمبر 2020  | 1      | 2:38  | لاس فيغاس، نيفادا، الولايات المتحدة   | |
| فاز     | 9–0   | يوسف زلال                | قرار القضاة (بالإجماع)       | يو إف سي ليلة القتال: مورايس ضد ساندهاغن | 11 أكتوبر 2020 | 3      | 5:00  | أبو ظبي، الإمارات العربية المتحدة     | |
| فاز     | 8–0   | ستيفن جونكالفيس          | ضربة قاضية (باللكمات)        | برايف إف سي 29                           | 15 نوفمبر 2019 | 1      | 3:42  | مدينة عيسى، البحرين                   | |
| فاز     | 7–0   | لويس غوميز               | إخضاع (مثلث الذراع المستقيم) | برايف إف سي 26                           | 7 سبتمبر 2019  | 1      | 1:15  | بوغوتا، كولومبيا                      | العودة إلى وزن الريشة.                                                                                      |
| فاز     | 6–0   | بريان بولاند             | إخضاع (خنق الأناكوندا)       | قفص المحاربين 94                         | 16 يونيو 2018  | 1      | 1:39  | أنتويرب، بلجيكا                       | على لقب بطولة قفص المحاربين لوزن الديك الشاغر؛ أخفق توبوريا بالوزن (139.4 رطلاً) ولم يكن مؤهلاً للفوز باللقب. |
| فاز     | 5–0   | ميكا هامالاينن           | إخضاع (خنق المقصلة)          | كايج 43                                  | 28 أبريل 2018  | 1      | 3:35  | هلسنكي، فنلندا                        | الظهور الأول في وزن الديك.                                                                                  |
| فاز     | 4–0   | جون جوارين               | إخضاع (خنق المقصلة)          | أحداث القتال المختلط 28                  | 5 نوفمبر 2016  | 2      | 2:50  | بلنسية، إسبانيا                       | فاز ببطولة إم إف إيه لوزن الريشة الشاغر.                                                                    |
| فاز     | 3–0   | دانييل فاسكيز            | إخضاع (خنق خلفي عاري)        | أحداث القتال المختلط 26                  | 7 مايو 2016    | 1      | 1:50  | لقنت، إسبانيا                         | نزال في الوزن الغير مُحدد (141 رطلاً).                                                                        |
| فاز     | 2–0   | خليل مارتن الشلبي        | إخضاع (خنق خلفي عاري)        | كليمنت شو إم إم إيه 4                    | 9 مايو 2015    | 1      | 1:03  | لقنت، إسبانيا                         | |
| فاز     | 1–0   | فرانسيسكو خافيير أسبريلا | إخضاع (خنق المثلث)           | أحداث القتال المختلط 17                  | 4 أبريل 2015   | 1      | 3:30  | بلنسية، إسبانيا                       | الظهور الأول في وزن الريشة.                                                                                 |

## نزالات الدفع مقابل المشاهدة
| #  | الحدث        | القتال                 | التاريخ        | المكان          | المدينة                               | المبلغ      |
| -- | ------------ | ---------------------- | -------------- | --------------- | ------------------------------------- | ----------- |
| 1. | يو إف سي 298 | فولكانوفسكي ضد توبوريا | 17 فبراير 2024 | هوندا سنتر      | آناهايم، كاليفورنيا، الولايات المتحدة | لم يُكشف عنه |
| 2. | يو إف سي 308 | توبوريا ضد هولواي      | 26 أكتوبر 2024 | اتحاد أرينا     | أبو ظبي، الإمارات العربية المتحدة     | لم يُكشف عنه |
| 3. | يو إف سي 317 | توبوريا ضد أوليفيرا    | 28 يونيو 2025  | تي موبايل أرينا | لاس فيغاس، نيفادا، الولايات المتحدة   | لم يُكشف عنه |

## وصلات خارجية
- إيليا توبوريا على موقع يو إف سي (الإنجليزية)
- إيليا توبوريا على موقع شيردوغ (الإنجليزية)
- إيليا توبوريا على موقع Tapology.com (الإنجليزية)
- إيليا توبوريا على موقع فايت ماتريكس (الإنجليزية)
- إيليا توبوريا على موقع إي إس بي إن (الإنجليزية)

| الجوائز و الإنجازات                | الجوائز و الإنجازات                                                  | الجوائز و الإنجازات      |
| ---------------------------------- | -------------------------------------------------------------------- | ------------------------ |
| سبقه ألكسندر فولكانوفسكي           | بطل يو إف سي لوزن الريشة السادس 17 فبراير 2024 – 12 أبريل 2025 أخلاه | تبعه ألكسندر فولكانوفسكي |
| شاغرآخر من حمل اللقب إسلام ماخاشيف | بطل يو إف سي للوزن الخفيف الثالث عشر 28 يونيو 2025 – الآن            | الحالي                   |